# Jászberény
Jászberény é uma cidade da Hungria, situada no condado de Jász-Nagykun-Szolnok. Tem 221,35 km² de área e sua população em 2019 foi estimada em 27.439 habitantes.